# 제13회 카를로비바리 국제 영화제
제13회 카를로비바리 국제 영화제는 1962년 7월 9일에 열린 시상식이다.

## 수상 및 후보

### 대상(장편)
- Děvjat dněj odnogo goda - Michail Romm, 수상